# Les Naufragés du 747
Série
747 en péril
(1974) Airport 80 Concorde
(1979)
Pour plus de détails, voir Fiche technique et Distribution.
Les Naufragés du 747 (Airport '77) est un film américain réalisé par Jerry Jameson et sorti en 1977. Il s'agit de la seconde suite de Airport (1970).

## Synopsis
Philip Stevens, américain fortuné, décide d'exposer sa collection d’œuvres d'art dans sa résidence secondaire de Palm Beach, pour en faire un musée privé. Pour l'inauguration, il convie une centaine de collectionneurs amateurs d’art, et d’amis, à la cérémonie en mettant à leur disposition son Boeing 747 personnel, piloté par Don Gallagher.
Deux hommes déguisés en stewards s'introduisent dans l'avion et empoisonnent les passagers en branchant des bouteilles de gaz toxique sur les conduits d'aération. Leur but est de détourner l'appareil sur une base abandonnée des Bermudes pour subtiliser les plus belles pièces de la collection du richissime américain. Mais le brouillard qui tombe sur la région vient changer les projets des pirates de l'air, le Boeing 747 heurte un derrick et tombe à la mer, coule, et s'appuie en équilibre précaire, sur un banc de sable, par plusieurs mètres de fond au milieu du triangle des Bermudes. Pour sauver les survivants, une course contre la montre s'engage.

## Fiche technique
- Titre français : Les Naufragés du 747
- Titre original : Airport '77
- Réalisation : Jerry Jameson
- Scénario : Michael Scheff et David Spector, d'après l’œuvre d'Arthur Hailey
- Musique : John Cacavas
- Photographie : Philip H. Lathrop
- Montage : Robert Watts et J. Terry Williams
- Casting : Beverly McDermott
- Concepteurs des décors : George C. Webb
- Décors : Mickey S. Michaels
- Costumes : Edith Head
- Producteur : William Frye
  - Producteur exécutif : Jennings Lang
- Société de production : Universal Pictures
- Société de distribution : Universal Pictures
- Budget : 6 000000$
- Pays de production :  États-Unis
- Langues originales : anglais et hongrois
- Formats : Couleur - 2,35:1 (Technicolor) - 35 mm - son : Mono
- Genre : catastrophe, drame, action et thriller
- Durée : 114 minutes
- Dates de sortie :
  - États-Unis : 11 mars 1977
  - Royaume-Uni : 20 mai 1977
  - France : 31 août 1977

## Distribution
- Jack Lemmon (VF : Jacques Deschamps) : le capitaine Don Gallagher
- Darren McGavin (VF : William Sabatier) : Stan Buchek
- Brenda Vaccaro (VF : Nanette Corey) : Eve Clayton
- Olivia de Havilland (VF : Monique Mélinand) : Emily Livingston
- Lee Grant (VF : Paule Emanuele) : Karen Wallace
- Christopher Lee (VF : Michel Gatineau) : Martin Wallace
- Joseph Cotten (VF : René Arrieu) : Nicholas St. Downs III
- James Stewart (VF : Maurice Dorléac) : Philip Stevens
- George Kennedy (VF : Raoul Delfosse) : Joe Patroni
- Pamela Bellwood (VF : Monique Thierry) : Lisa
- Robert Foxworth   (VF : Michel Leroyer) : Bob Chambers
- Robert Hooks (VF : Med Hondo) : Eddie
- Kathleen Quinlan (VF : Sylvie Feit) : Julie
- M. Emmet Walsh (VF : Antoine Marin) : Dr Williams
- Gil Gerard (VF : Pierre Arditi) : Frank Powers
- James Booth (VF : Jean Michaud) : Ralph Crawford
- Monica Lewis (VF : Marion Loran) : Anne
- Maidie Norman (VF : Marie Francey) : Dorothée
- Monte Markham (VF : Dominique Paturel) : Banker
- Arlene Golonka : Jane Stern
- Tom Sullivan : Steve
- Michael Richardson : Walker
- Michael Pataki (VF : Sady Rebbot (acteur) : Wilson
- George Furth (VF : Robert Bazil) : Gerald Lucas
- Richard Venture (VF : Jean Berger) : le commandant Paul Guay
- Ross Bickell : Johnson
- Peter Fox : le lieutenant Tommy Norris
- Charles Macaulay (VF : André Valmy) : l'amiral Herb Corrigan
- Tom Rosqui (en) (VF : Marc de Georgi) : Hunter

## Production
Le tournage a lieu en Floride (Villa Vizcaya à Miami, Wakulla Springs, Palm Beach), en Californie (aéroport Hollywood Burbank, base navale du comté de Ventura, San Diego, Universal Studios, aéroport international de Los Angeles) ainsi qu'à la aéroport international de Washington-Dulles.
Dans cette production, Christopher Lee réalise de nombreuses cascades, en particulier en apnée, et acquiert une reconnaissance dans ce corps de métiers[réf. nécessaire].

## Postérité
Les années 1970 ont été propices aux réalisations de films catastrophes : tremblements de terre, feux de forêt, tour incendiée, naufrages, météorites, avalanches, et bien entendu catastrophes aériennes. Les Naufragés du 747 est ainsi la suite de Airport (1970) de George Seaton et 747 en péril (Airport 1975) de Jack Smight. Il sera suivi de Airport 80 Concorde (The Concorde... Airport '79) de David Lowell Rich
Dans le téléfilm américain Crash dans l'océan (Submerged) de Fred Olen Ray sorti en l'an 2000, un avion de ligne à plusieurs dizaines de mètres sombre également sous l'eau. Des Stock-shots ont été utilisés dans ce téléfilm[réf. nécessaire].
Dans la série Supercopter (Airwolf en VO), saison 2 (1984-1985) épisode 9 intitulé Vol 093 (Flight #093 is Missing) reprend l'idée du 747 détourné et submergé, et des éléments du film (l'amerrissage et le sauvetage) sont utilisés.